# St. Pantaleon (Frankena)

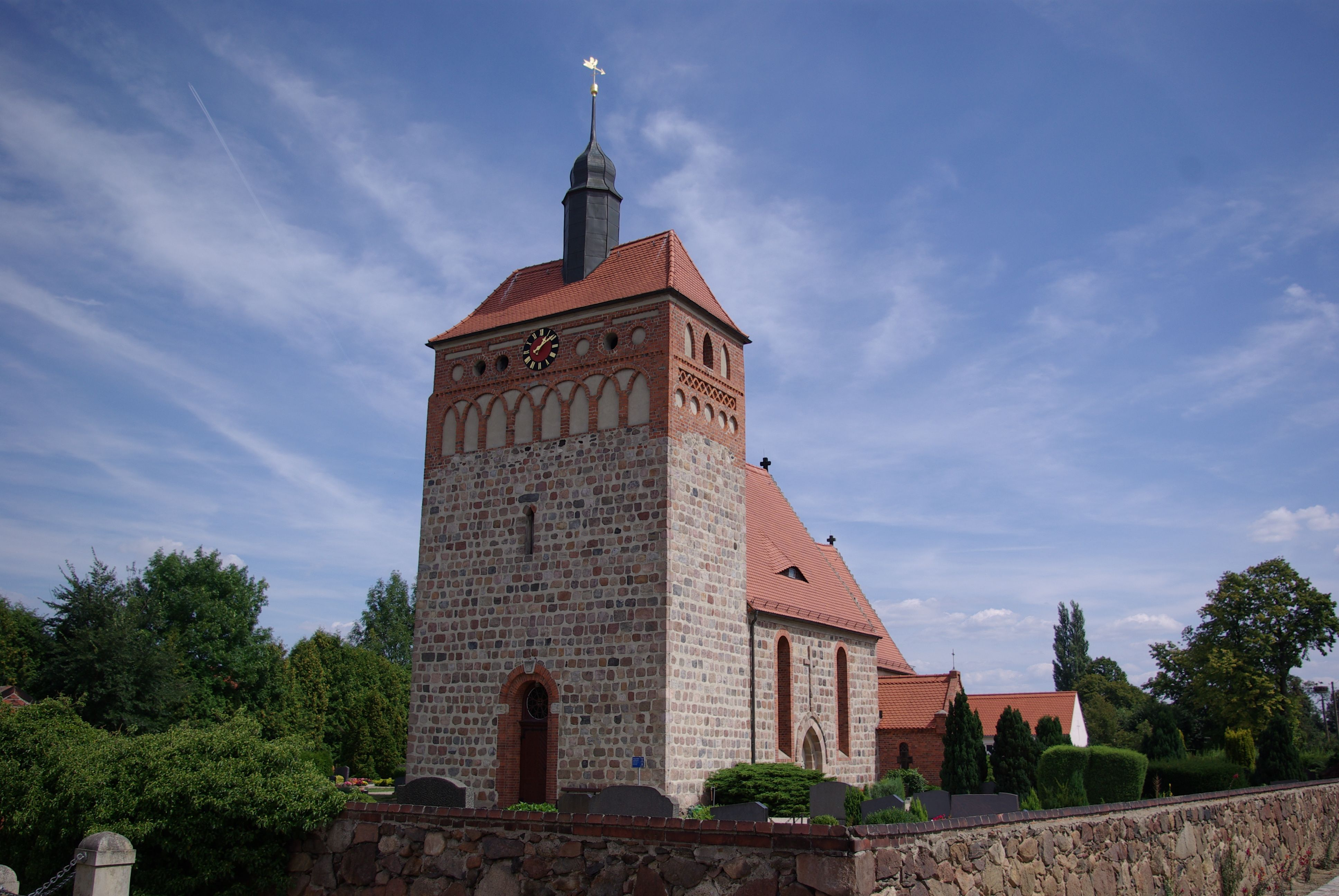
Dorfkirche Frankena

Die evangelisch-lutherische Dorfkirche St. Pantaleon ist ein denkmalgeschütztes Kirchengebäude in Frankena, einem Ortsteil der Stadt Doberlug-Kirchhain im südbrandenburgischen Landkreis Elbe-Elster. Hier ist das in der Mitte des 13. Jahrhunderts entstandene und von einem Friedhof umgebene Bauwerk im Ortszentrum zu finden.

## Baubeschreibung und -geschichte

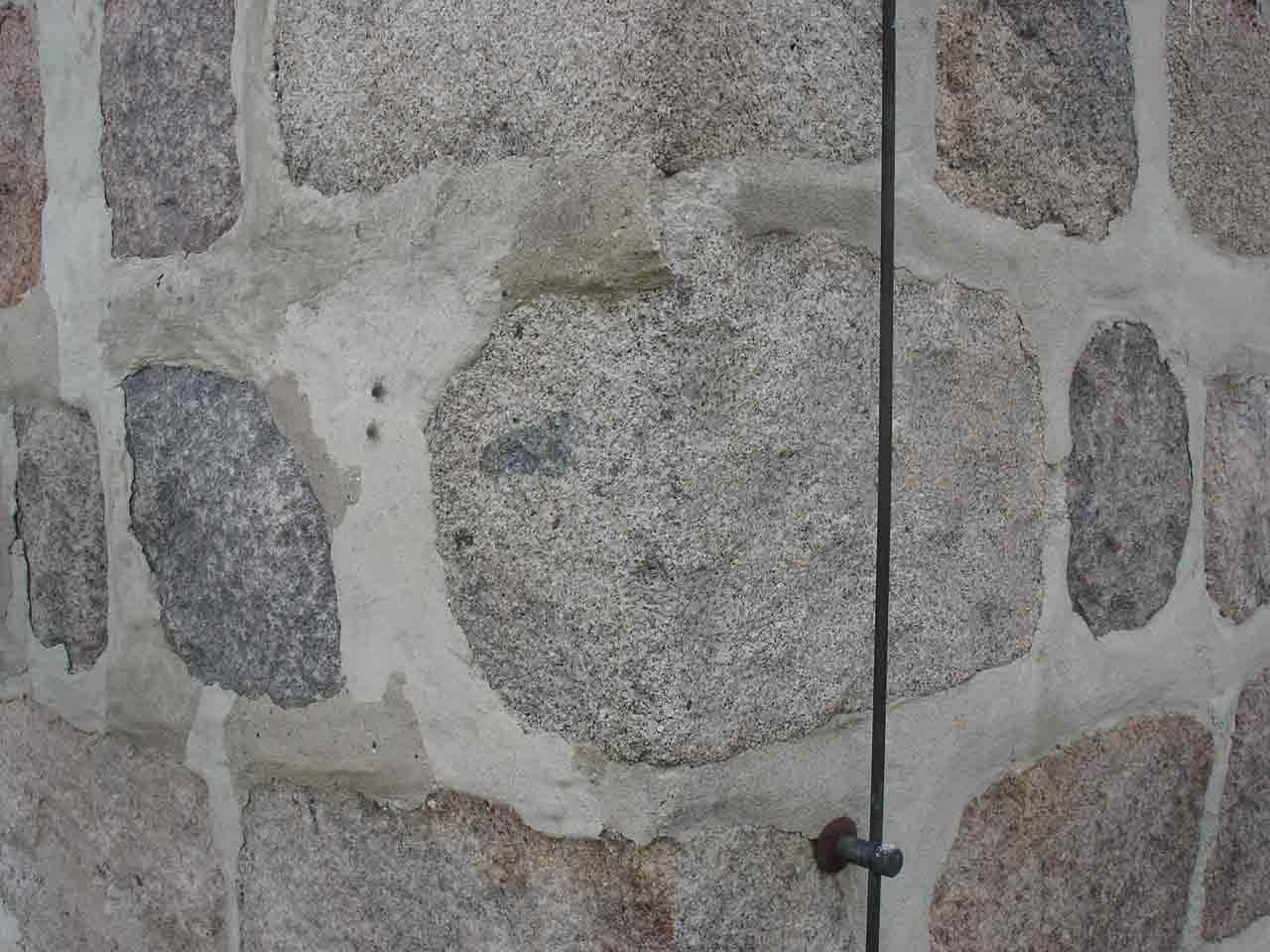
Stein mit Schachbrettmuster an der Turmecke

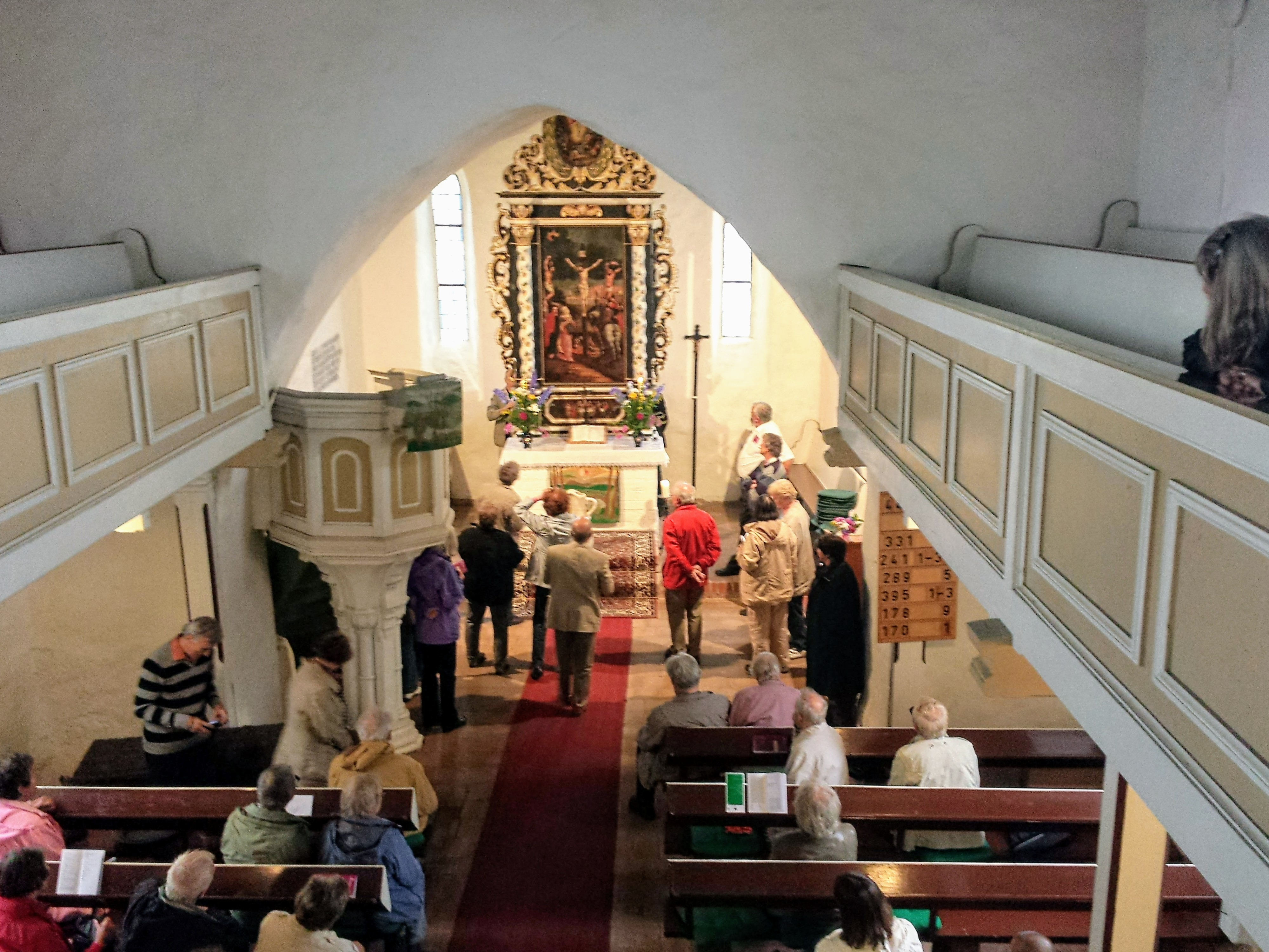
Innenraum bei einer Kirchen- und Orgelführung

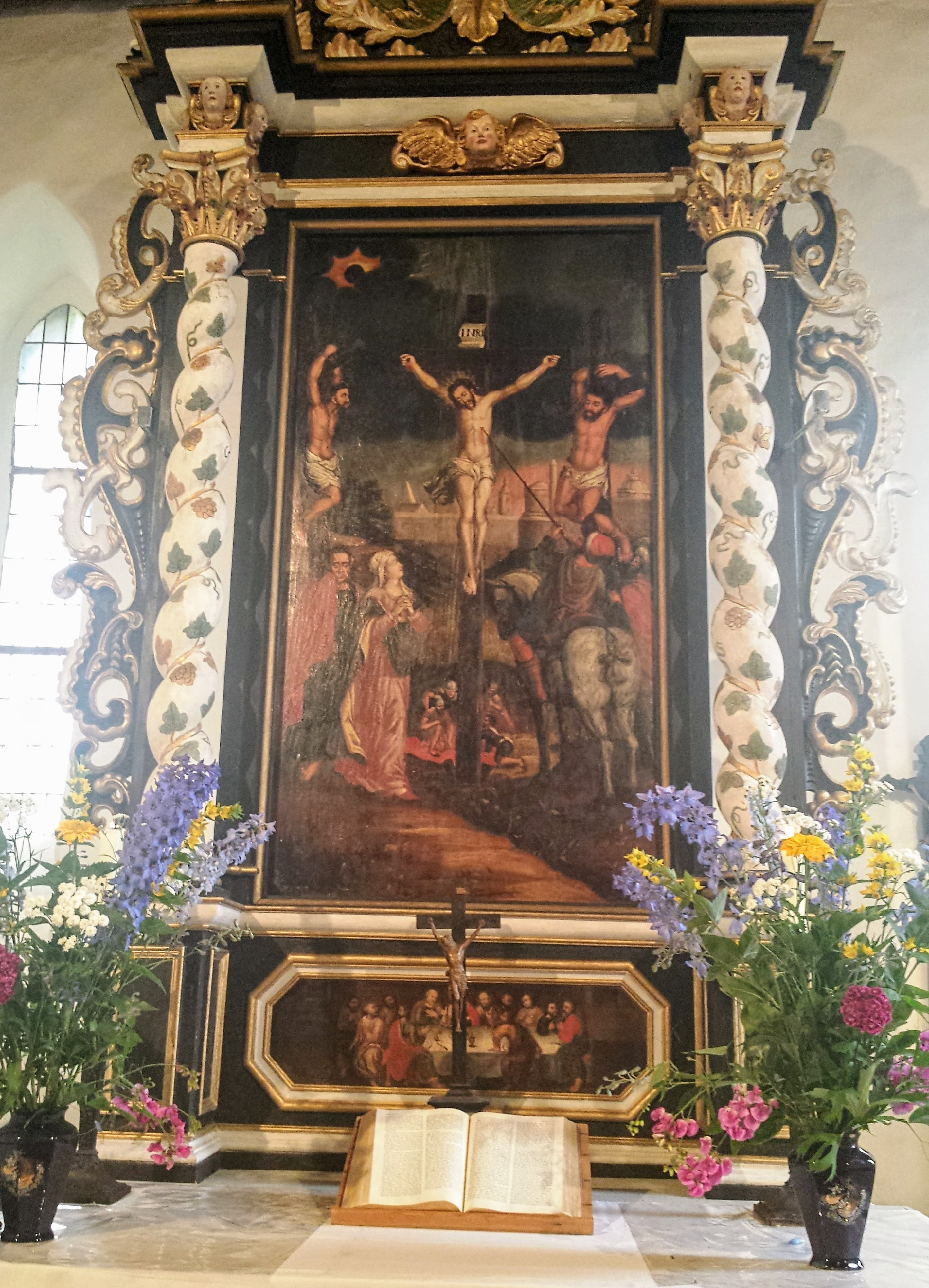
Altarretabel

Die heutige Frankenaer Kirche ist ein in der Mitte des 13. Jahrhunderts als Feldsteinquaderbau entstandener Saalbau mit einem eingezogenen quadratischem Rechteckchor. Westlich des Kirchenschiffs schließt sich ein schiffsbreiter Querturm mit Walmdach an, welcher inschriftlich im Jahre 1480 in Backstein erhöht wurde. Der auf dem Turm befindliche oktogonale Dachreiter entstand 1799 und besitzt eine Schweifhaube. An der Südwestecke des Turms ist ein mit Schachbrett-Muster versehener Stein vermauert. An der Nordseite des Chors ist weiters eine Sakristei aus Backstein zu finden, deren Entstehungszeit auf das 13. Jahrhundert datiert und die äußerlich später erneuert wurde.
Das Innere der Kirche ist von einer dreiseitigen Empore geprägt, flachgedeckt und mit einem spitzbogigen Triumphbogen versehen. Die Sakristei weist hingegen ein Tonnengewölbe auf.
Umfangreiche Umbauten erfuhr das Bauwerk in der Zeit um 1884 und 1885. Dabei entstanden unter anderem das Südportal der Kirche und die südliche Vorhalle. Außerdem wurden die Fenster baulich verändert. In den Jahren 1906 und 1991 erfolgten jeweils erneut Restaurierungsarbeiten.

## Ausstattung (Auswahl)
Zu den Ausstattungsstücken der Kirche zählt ein im ausgehenden 17. Jahrhundert entstandener Altaraufsatz mit gedrehten Säulen und Knorpelwerk. Seine Gemälde zeigen das Abendmahl, die Kreuzigung und die Auferstehung. Erschaffen hatte ihn inschriftlich einst der Lübbener Michael Scharbe. Eine Restaurierung erfolgte 2010. Die Kanzel und die Empore stammen aus dem Jahre 1906. Weiters ist in der Kirche ein reich beschlagener mittelalterlicher Kirchenkasten aus Eiche zu finden.

## Orgel

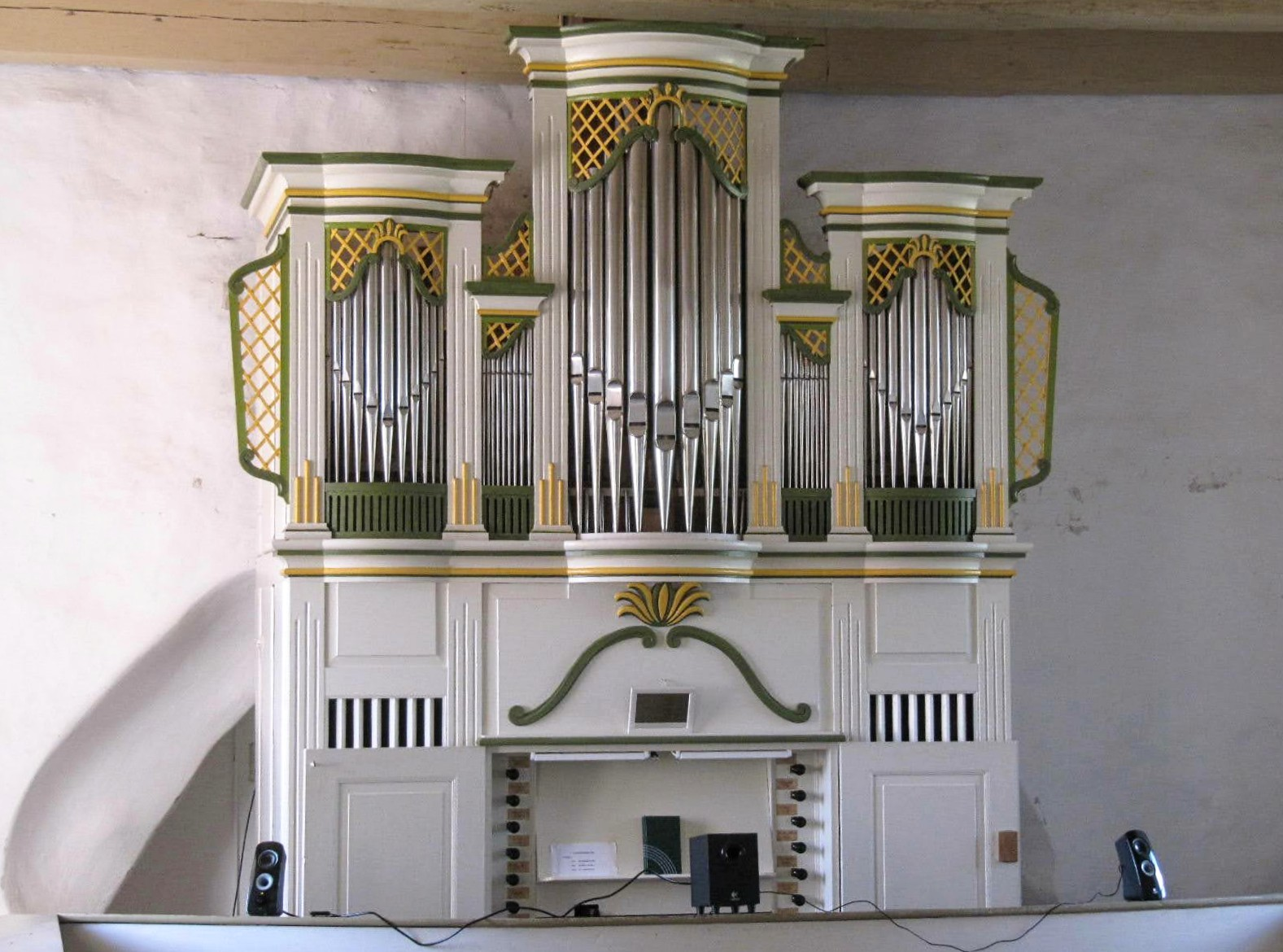
Schröther-Orgel

Die in der Kirche vorhandene Orgel stammt aus dem Jahre 1812 und wurde vom Sonnewalder Orgelbaumeister J. C. Schröther (1747–1822) errichtet. Sie besitzt mechanische Schleifladen und 10 Register, die sich auf ein Manual und Pedal verteilen. Im Verlauf der 1884 stattfindenden Umbauarbeiten an der Kirche änderte der Neuzeller Orgelbaumeister Robert Uibe die Disposition nach romantischem Zeitgeschmack, 1908 folgte eine Erweiterung um ein zweites Manual. 1917 mussten die zinnernen Pfeifen des Instruments zu Kriegszwecken abgegeben werden. Der Frankfurter Richard Nitschke nahm 1946 eine Reparatur der Orgel vor. Restauriert und rekonstruiert wurde das Instrument 2006 durch Markus Roth aus Guhlen.

## Schachbrettsteine
Der im Mauerwerk des Kirchturms verbaute Schachbrettstein gilt als Schmuckelement. Die Bedeutung der Schachbrettsteine ist allerdings weitgehend ungeklärt. Diese sind an einer Vielzahl von Kirchen dieser Bauzeit zu finden. Ihr Verbreitungsgebiet befindet sich in der Niederlausitz, Märkisch-Oderland, der Neumark, dem Barnim und in der Uckermark. Außerdem treten sie noch in Dänemark auf, insbesondere hauptsächlich in Nordjütland. Sie könnten möglicherweise eine Art Schutzfunktion gehabt haben und durch dänische Baumeister in die Region gelangt sein. Einen schriftlichen Beweis für diese Theorie ist allerdings bislang nicht nachweisbar.
In der näheren Umgebung sind Schachbrettsteine außerdem noch an den Kirchen in Werenzhain und Arenzhain zu finden. Dabei ist nicht auszuschließen, dass beim Bau dieser Kirchen ursprünglich dieselben Steinmetze oder Bauhütten tätig gewesen sein könnten.

## Mahnen und Gedenken
Neben dem Haupteingang zum Friedhof befindet sich ein Gefallenendenkmal in Form einer Stele auf einem dreistufigen Sockel. Es erinnert an die in den beiden Weltkriegen gefallenen Einwohner von Frankena.
Inschriften Gefallenendenkmal
1. Weltkrieg:

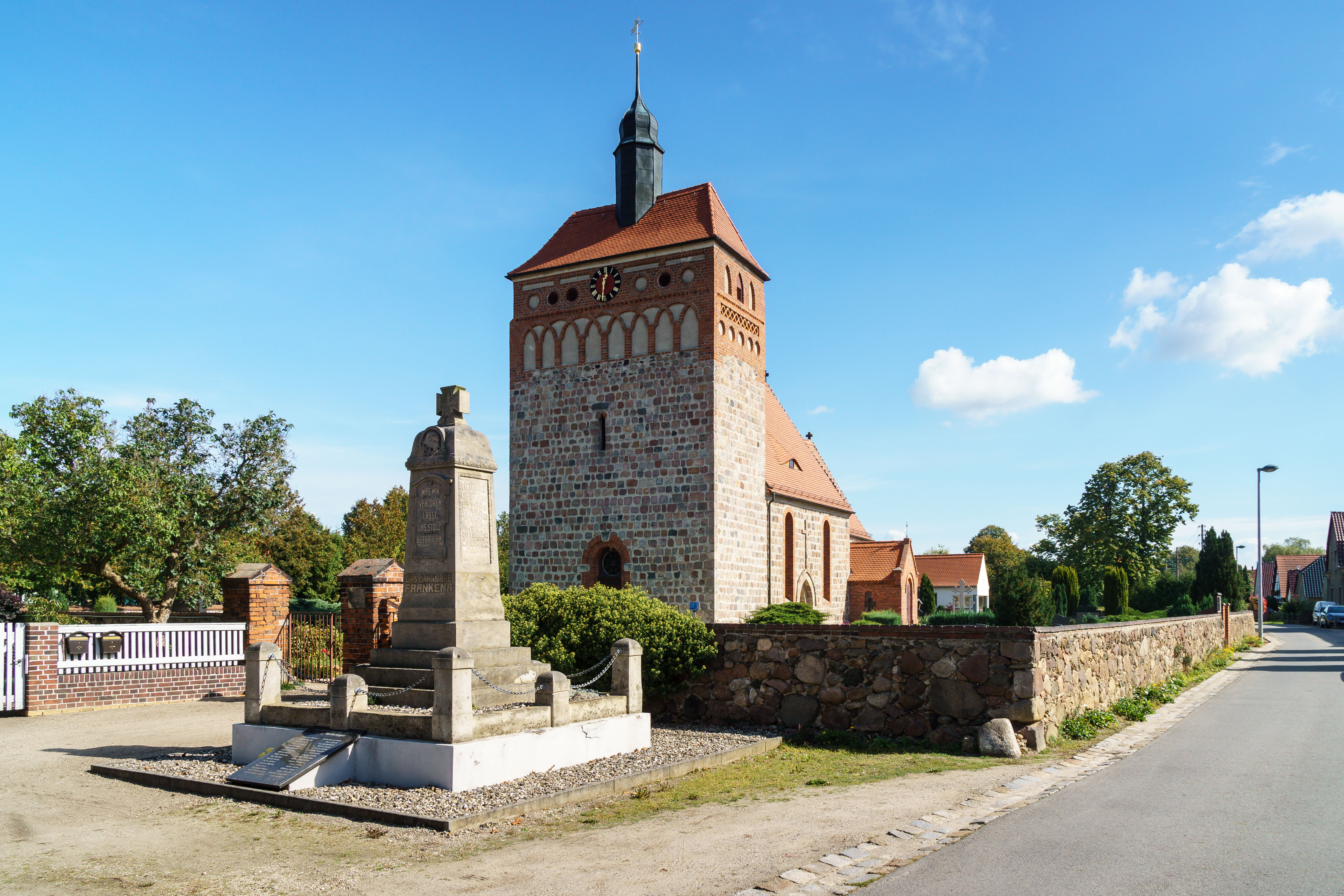
Gefallenendenkmal

Was wir verloren lasst uns stolz betrauern.

Niemand hat größere Liebe denn die, dass er sein Leben lässet für seine Freunde

Das dankbare Frankena

Den Heldentod starben im …

2. Weltkrieg:

Im Gedenken der Opfer des 2. Weltkrieges